# Martín Coronado (Buenos Aires)
Martín Coronado is een plaats in het Argentijnse bestuurlijke gebied Tres de Febrero in de provincie Buenos Aires. De plaats telt 19.121 inwoners.